# Campeonato Mundial de Snowboard de 2023 - Slopestyle feminino
A prova do Slopestyle feminino do Campeonato Mundial de Snowboard de 2023 ocorreu no dia 27 de fevereiro, em Bakuriani, na Geórgia.

## Medalhistas
| Ouro              | Prata                      | Bronze                |
| Mia Brookes (GBR) | Zoi Sadowski-Synnott (NZL) | Miyabi Onitsuka (JPN) |

## Calendário
Todos os horários estão no horário local (UTC+4)
| Data            | Horário | Fase         |
| --------------- | ------- | ------------ |
| 27 de fevereiro | 10:00   | Qualificação |
| 27 de fevereiro | 13:45   | Final        |

## Resultados
Um total de 29 snowboarders de 17 nacionalidades participaram da competição.

### Qualificação
As provas começaram às 10:00 do dia 27 de fevereiro.
| Colocação | Bib | Ordem de descida | Nome                 | Nacionalidade  | Descida 1 | Descida 2 | Melhor | Notas |
| --------- | --- | ---------------- | -------------------- | -------------- | --------- | --------- | ------ | ----- |
| 1         | 3   | 4                | Zoi Sadowski-Synnott | Nova Zelândia  | 81.71     | 87.08     | 87.08  | Q     |
| 2         | 4   | 10               | Mia Brookes          | Grã-Bretanha   | 85.36     | 82.41     | 85.36  | Q     |
| 3         | 5   | 2                | Anna Gasser          | Áustria        | 73.75     | 78.00     | 78.00  | Q     |
| 4         | 8   | 6                | Mari Fukada          | Japão          | 58.03     | 74.13     | 74.13  | Q     |
| 5         | 17  | 13               | Miyabi Onitsuka      | Japão          | 73.55     | 34.20     | 73.55  | Q     |
| 6         | 6   | 3                | Tess Coady           | Austrália      | 69.70     | 48.08     | 69.70  | Q     |
| 7         | 2   | 7                | Reira Iwabuchi       | Japão          | 68.28     | 69.68     | 69.68  | Q     |
| 8         | 11  | 11               | Emeraude Maheux      | Canadá         | 27.98     | 68.00     | 68.00  | Q     |
| 9         | 21  | 12               | Annika Morgan        | Alemanha       | 66.10     | 67.73     | 67.73  | Q     |
| 10        | 13  | 26               | Melissa Peperkamp    | Países Baixos  | 44.23     | 61.61     | 61.61  | Q     |
| 11        | 22  | 22               | Meila Stalker        | Austrália      | 51.48     | 58.91     | 58.91  | Q     |
| 12        | 7   | 1                | Jasmine Baird        | Canadá         | 58.28     | 27.30     | 58.28  | Q     |
| 13        | 20  | 30               | Šárka Pančochová     | Chéquia        | 55.51     | 24.23     | 55.51  |       |
| 14        | 28  | 28               | Evy Poppe            | Bélgica        | 20.58     | 54.26     | 54.26  |       |
| 15        | 27  | 24               | Lucie Silvestre      | França         | 44.10     | 48.55     | 48.55  |       |
| 16        | 1   | 5                | Laurie Blouin        | Canadá         | 43.98     | 47.76     | 47.76  |       |
| 17        | 24  | 27               | María Hidalgo        | Espanha        | 28.43     | 44.73     | 44.73  |       |
| 18        | 15  | 21               | Courtney Rummel      | Estados Unidos | 44.45     | 26.21     | 44.45  |       |
| 19        | 19  | 29               | Telma Särkipaju      | Finlândia      | 15.55     | 40.21     | 40.21  |       |
| 20        | 18  | 25               | Hinari Asanuma       | Japão          | 38.25     | 39.38     | 39.38  |       |
| 21        | 9   | 9                | Ariane Burri         | Suíça          | 38.56     | 14.03     | 38.56  |       |
| 22        | 16  | 20               | Ty Schnorrbusch      | Estados Unidos | 33.80     | 23.43     | 33.80  |       |
| 23        | 10  | 8                | Bianca Gisler        | Suíça          | 32.33     | 27.98     | 32.33  |       |
| 24        | 30  | 16               | Carola Niemelä       | Finlândia      | 31.18     | 16.55     | 31.18  |       |
| 25        | 29  | 23               | Urška Pribošič       | Eslovênia      | 29.75     | 12.08     | 29.75  |       |
| 26        | 25  | 19               | Bettina Roll         | Noruega        | 16.51     | 26.66     | 26.66  |       |
| 27        | 14  | 18               | Jade Thurgood        | Estados Unidos | 2.73      | 21.45     | 21.45  |       |
| 28        | 23  | 15               | Vanessa Volopichová  | Chéquia        | 19.51     | 21.31     | 21.31  |       |
| 29        | 26  | 14               | Hanne Eilertsen      | Noruega        | 21.23     | 14.31     | 21.23  |       |
| 30        | 12  | 17               | Rebecca Flynn        | Estados Unidos | DNS       | DNS       | DNS    | DNS   |

### Final
As provas começaram às 13:45 do dia 27 de fevereiro.
| Colocação         | Bib | Ordem de descida | Nome                 | Nacionalidade | Descida 1 | Descida 2 | Melhor |
| ----------------- | --- | ---------------- | -------------------- | ------------- | --------- | --------- | ------ |
| Medalha de ouro   | 4   | 11               | Mia Brookes          | Grã-Bretanha  | 86.41     | 91.38     | 91.38  |
| Medalha de prata  | 3   | 12               | Zoi Sadowski-Synnott | Nova Zelândia | 88.78     | 59.21     | 88.78  |
| Medalha de bronze | 17  | 8                | Miyabi Onitsuka      | Japão         | 83.05     | 34.51     | 83.05  |
| 4                 | 6   | 7                | Tess Coady           | Austrália     | 78.88     | 82.25     | 82.25  |
| 5                 | 8   | 9                | Mari Fukada          | Japão         | 31.95     | 78.76     | 78.76  |
| 6                 | 2   | 6                | Reira Iwabuchi       | Japão         | 75.31     | 52.26     | 75.31  |
| 7                 | 5   | 10               | Anna Gasser          | Áustria       | 37.53     | 71.08     | 71.08  |
| 8                 | 7   | 1                | Jasmine Baird        | Canadá        | 69.65     | 16.70     | 69.65  |
| 9                 | 11  | 5                | Emeraude Maheux      | Canadá        | 50.85     | 68.38     | 68.38  |
| 10                | 13  | 3                | Melissa Peperkamp    | Países Baixos | 65.40     | 67.35     | 67.35  |
| 11                | 22  | 2                | Meila Stalker        | Austrália     | 59.11     | 56.78     | 59.11  |
| 12                | 21  | 4                | Annika Morgan        | Alemanha      | 38.00     | 53.73     | 53.73  |

Legenda
| Recorde mundial       | Recorde mundial (World record)               |                       | Recorde africano                      | Recorde africano (African) |                                           | Q | Classificado por posição (Qualified) |
| Recorde do campeonato | Recorde do campeonato (Championship record)  | Recorde da América    | Recorde da América (Americas)         | q                          | Classificado por melhor tempo (Qualified) |   |                                      |
| Melhor marca do ano   | Melhor marca do ano (World leading)          | Recorde asiático      | Recorde asiático (Asian)              | DNS                        | Não largou (Did not start)                |   |                                      |
| Recorde nacional      | Recorde nacional (National record)           | Recorde europeu       | Recorde europeu (European)            | DNF                        | Não terminou (Did not finish)             |   |                                      |
| Recorde pessoal       | Recorde pessoal do atleta (Personal best)    | Recorde da Oceania    | Recorde da Oceania (Oceania)          | DSQ / DQ                   | Desclassificado (Disqualified)            |   |                                      |
| Recorde da temporada  | Recorde da temporada do atleta (Season best) | Recorde sul-americano | Recorde sul-americano (South America) | NM                         | Sem marca (No mark)                       |   |                                      |